# Ferrières-sur-Ariège
Ferrières-sur-Ariège – miejscowość i gmina we Francji, w regionie Oksytania, w departamencie Ariège.
Według danych na rok 2010 gminę zamieszkiwało 927 osób, a gęstość zaludnienia wynosiła 267 osób/km².